# Quioto (prefeitura)

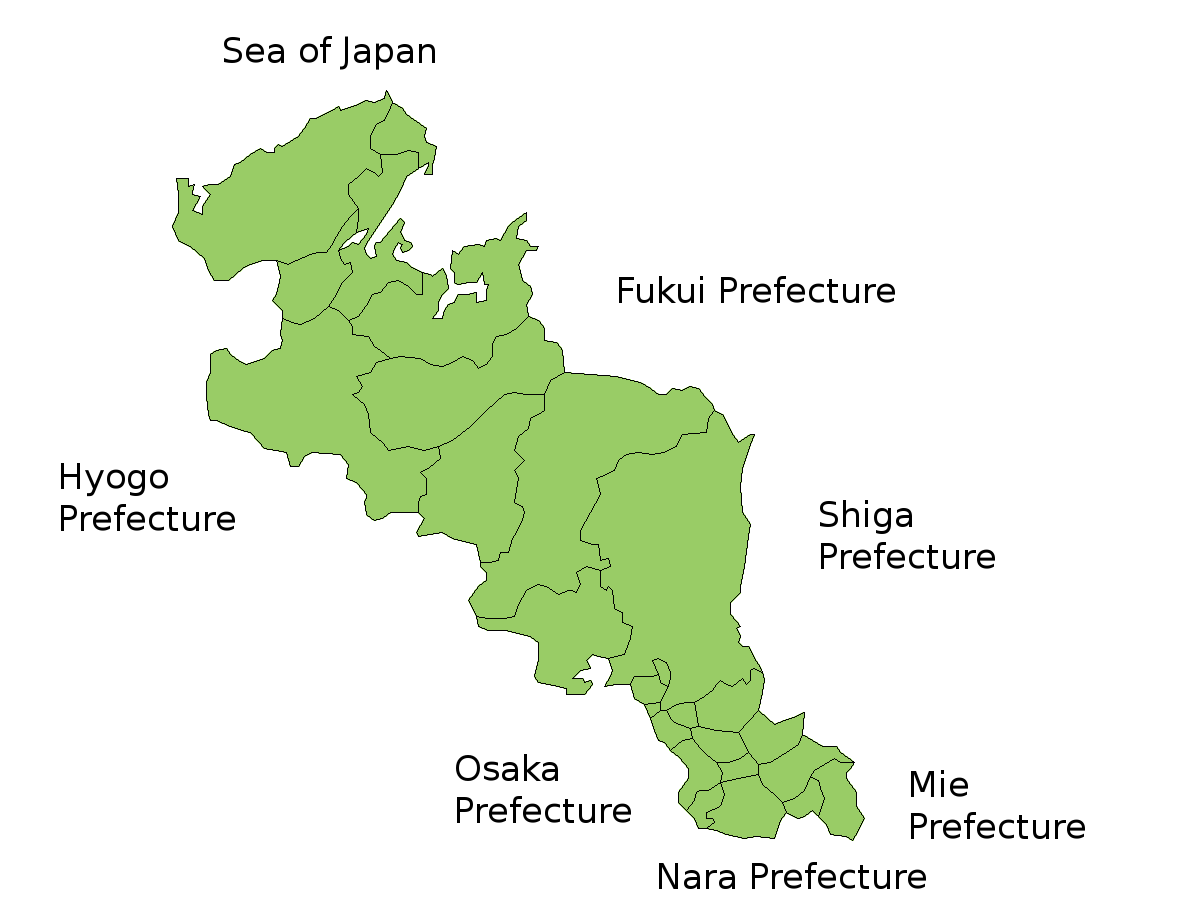
Mapa da província de Kyoto.

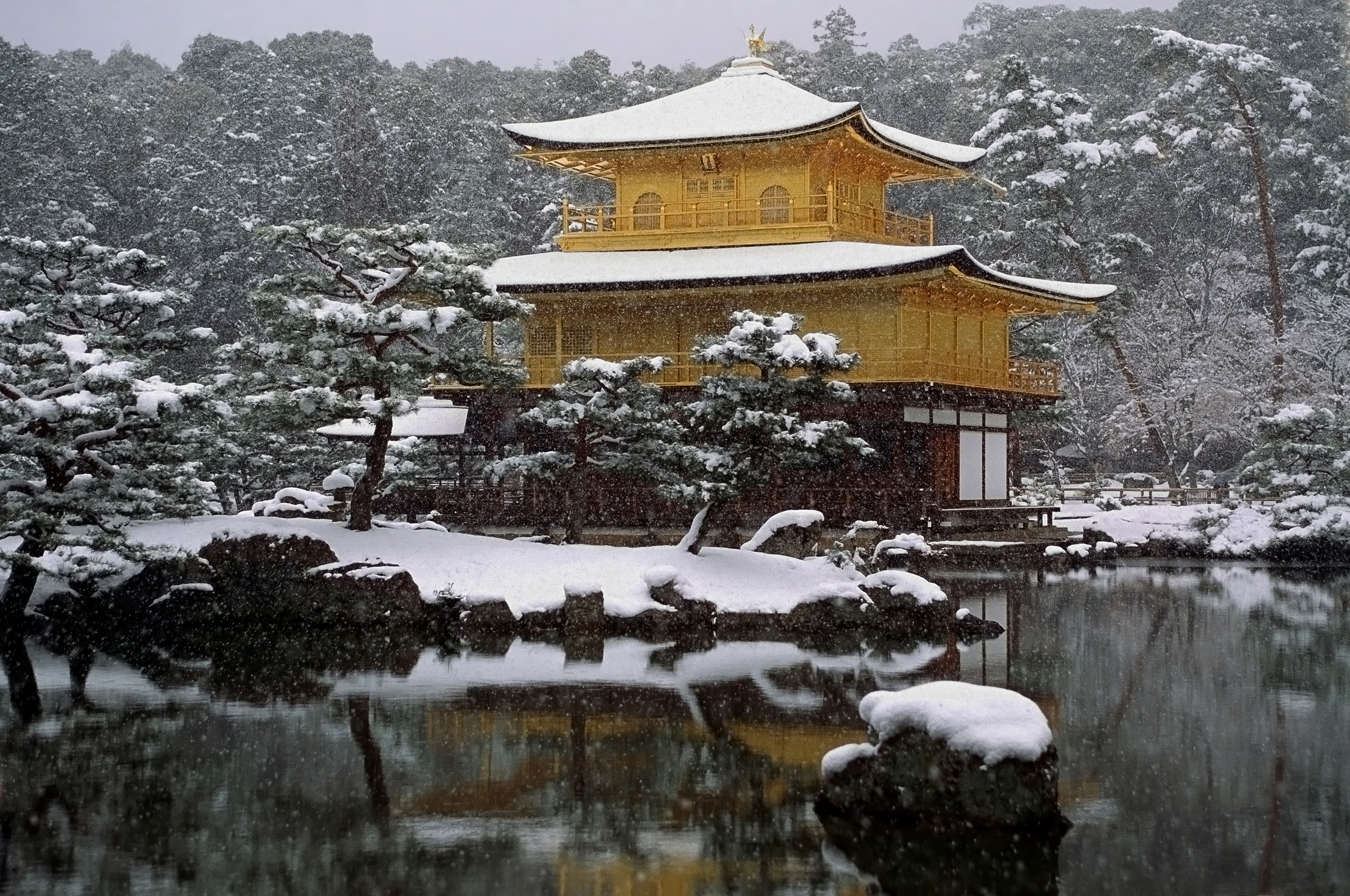
O templo Kinkakuji no inverno.

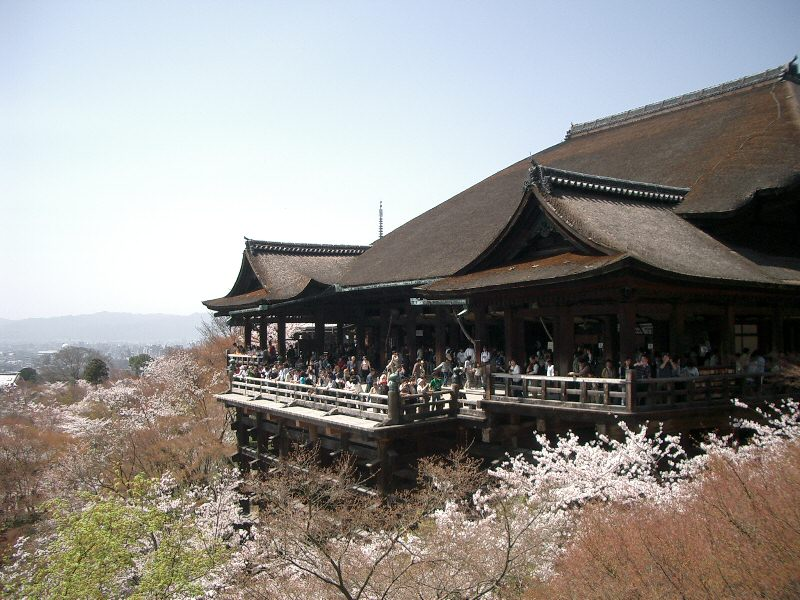
O templo de Kiyomizudera.

Quioto ou Kyoto (京都府, Kyōto-fu) é uma prefeitura do Japão na região de Kansai da ilha de Honshu. A capital é a cidade de Quioto.

## História
Até a Restauração Meiji, o território da prefeitura de Quioto era conhecida como Província de Yamashiro. Durante a maior parte de sua história, Quioto foi a capital imperial do Japão.

### Cidades
- Ayabe
- Fukuchiyama
- Joyo
- Kameoka
- Katsura
- Kyotanabe
- Kyotango
- Maizuru
- Miyazu
- Muko
- Nagaokakyo
- Nantan
- Quioto (dividida em onze zonas, ku)
- Uji
- Yawata

### Distritos
- Distrito de Funai
- Distrito de Kuse
- Distrito de Otokuni
- Distrito de Souraku
- Distrito de Minamiyamashiro
- Distrito de Tsuzuki
- Distrito de Yosa

## Economia
A cidade de Quioto é uma das cidades no Japão com maior dependência do turismo. O norte da Península de Quioto tem a economia voltada para a pesca e para o transporte hidroviário.

## Cultura
Quioto foi e continua sendo até hoje, o centro cultural do Japão. Por mais de mil anos foi a capital do país. Quando a capital foi mudada para Tóquio, a cidade continuou sendo considerada a capital cultural do país.

## Turismo
Quioto é a melhor cidade turística japonesa. Longe da falta de modéstia, essa é a opinião expressa por vários viajantes, guias turísticos e, claro, pelos próprios japoneses. Só Quioto pode, por exemplo, oferecer a seus visitantes um acervo de mais de 2 mil templos religiosos, budistas e xintoístas. A grande quantidade, aliás, não banaliza a atração, já que em alguns desses templos estão algumas das estruturas arquitetônicas mais belas do Japão, como o Kinkaku-ji - ou Pavilhão Dourado -, com suas paredes externas folheadas a ouro; e o Ryoan-ji, onde o simbolismo de seu Jardim de Pedra convence o mais agitado dos turistas a se acomodar, contemplar e refletir.
Outra marca da cidade são as gueixas, que circulam pelo bairro de Gion, conhecido por abrigar as casas de gueixas mais famosas do país. Com gestos suaves e delicadeza no andar, elas passeiam pelo bairro, para o deleite dos turistas, e geralmente posam para fotos.
Tudo isso faz de Quioto, a antiga capital imperial do Japão, o destino certeiro de pessoas em busca da cultura japonesa autêntica, anterior ao processo de ocidentalização ocorrido no país após a Segunda Guerra Mundial. E há até uma explicação histórica para isso: a cidade foi um dos poucos lugares poupados dos bombardeios aliados, os quais, aproveitando-se do uso de madeira nas construções japonesas, lançavam bombas incendiárias capazes de queimar uma cidade como Tókio em questão de minutos - e de fato foi o que aconteceu com a metrópole. Em Quioto, e para o bem de todos, as tradições arquitetônicas e, principalmente, as culturais, permaneceram vivas.
Alguns dos festivais que ocorrem em Quioto são o Aoi Matsuri, de 544, o Gion Matsuri, de 869, Ine Matsuri, do Período Edo, o Gozan no Okuribi, de 1662, e o Jidai Matsuri, de 1895. Todos os santuários e templos sediam algum tipo de evento, e a maioria deles é aberto ao público.

## Símbolos da prefeitura
A flor oficial de Quioto é a flor de cerejeira. A árvore oficial da prefeitura é o cedro japonês (Criptoméria) e o pássaro oficial é o Calonectris leucomelas.